# Puberté en Karhaïde
Puberté en Karhaïde (Coming of Age in Karhide en version originale anglaise) est une nouvelle d'Ursula K. Le Guin publiée en 1995. Elle fait partie du cycle de science-fiction anthropologique appelé Cycle de Hain ou Cycle de l'Ékumen. Elle est rééditée en 2002 dans le recueil The Birthday of the World (L'Anniversaire du monde), accompagnée de six autres nouvelles histoires mettant en scène des relations sexuelles et des couples non orthodoxes. Cette nouvelle a été particulièrement commentée et étudiée, pour son exploration du passage à l'âge adulte et de la sexualité dans la population transgenre de la planète Géthen qu'elle avait inventée pour le roman La Main gauche de la nuit publié en 1969 ; l'universitaire Sandra Lindow estime que cette nouvelle est « si transgressivement sexuelle et si moralement courageuse » que Le Guin « n'aurait pas pu l'écrire dans les années 60 ».

## Contexte
Puberté en Karhaïde se déroule sur la planète fictive Géthen, qui fait partie de l'univers du Cycle de l'Ékumen créé par Le Guin. Cette planète est également le décor du roman La Main gauche de la nuit publié par Le Guin en 1969, lauréat des prix Hugo et Nebula du meilleur roman.
Dans cet univers, les êtres humains n’ont pas commencé à évoluer sur la Terre, mais sur la planète Hain. Le peuple de Hain a colonisé de nombreux systèmes planétaires voisins, dont la Terre et Géthen, peut-être un million d'années avant le décor des romans. Certaines des expéditions humaines de peuplement d'autres planètes ont procédé à des expérimentations génétiques, comme c'est le cas avec la population humaine de Géthen.
Dans la langue de son peuple, « Géthen » signifie « hiver » et, comme son nom l'indique, c'est une planète où le climat est toujours froid. Les habitants de Géthen sont des humains séquentiellement hermaphrodites ; lors de chaque cycle lunaire de vingt-six jours, pendant la phase de vingt-quatre jours appelée soma, ce sont des androgynes sexuellement latents. Ils n'adoptent des attributs sexuels qu'une fois par mois, pendant une période de réceptivité sexuelle et de forte fertilité, appelée kemma. Pendance cette phase de kemma, ils deviennent sexuellement mâles ou femelles, sans prédisposition à l'un ou l'autre, même si le sexe qu'ils adoptent peut dépendre du contexte et de leurs relations. Cette absence de caractéristiques de genre fixes a conduit Le Guin à dépeindre Géthen comme une société où la sexualité n'est pas un facteur continu dans les relations sociales,. Sur Géthen, chaque individu participe au « fardeau et au privilège » d’élever des enfants, et le viol et la séduction sont pratiquement absents. Certains observateurs attribuent à cette physiologie l'absence de guerre sur Géthen.

## Synopsis
L'histoire est racontée du point de vue de Sov Thade Tage em Ereb, un·e adolescent·e qui vit dans une grande maison communautaire dans la ville de Rer dans l'État de Karhaïde. Les 140 personnes qui vivent dans cette maison forment une seule famille. Aucun de ses membres ne forme de liens conjugaux durables (connus sur Géthen sous le nom de « vœu de kemma ») ; à la place, les individus se rendent dans une « maison de kemma » communautaire lorsqu'ils sont sexuellement réceptifs, et tous les enfants conçus sont élevés dans une maison communautaire appelée « Foyer ». En conséquence, Sov grandit parmi une fratrie et un certain nombre de cousins, dont aucun ne sait qui est son père.
À l'âge de quatorze ans, Sov assiste à la « Célébration du Soma Perpétuel » de Dory, sa mère-parente (c'est-à-dire le frère ou la sœur de sa mère), qui a atteint l'âge où l'activité sexuelle n'est plus possible. En voyant cela, Sov, qui ne se souciait pas de sa propre sexualité avant d'atteindre la maturité sexuelle, commence à s'interroger. Ce printemps-là, Sov commence un apprentissage dans un atelier de menuiserie et commence à se sentir adulte. Au même moment, Sov commence à ressentir des sautes d’humeur et des symptômes de maladie. Sov se rend chez sa mère, qui lui dit que ce sont les signes de sa première entrée en phase sexuelle de kemma. Sov en discute avec un·e cousin·e, Sether, qui vit la même expérience. Les deux adolescent·e·s expriment leurs craintes que le fait d'être en kemma soit déshumanisant et implique de devenir une « machine sexuelle ».
Le jour où Sov doit entrer en kemma, sa famille l'emmène à la maison de kemma après lui avoir présenté·e un nouvel ensemble de vêtements et avoir suivi les rituels de célébration traditionnels. Sov y est accueilli·e avec un rituel élaboré. La première personne que Sov rencontre est déjà en kemma avec des attributs masculins, et ses phéromones et son toucher conduisent Sov à entrer en kemma avec des attributs féminins. Au cours des jours suivants, elle a des expériences sexuelles avec un certain nombre d'hommes et de femmes différents, et s'amuse, même si elle est nerveuse et effrayée. Après être sorti de kemma, Sov se rapproche de Sether, et un mois plus tard, entre en kemma avec Sether, pour la première fois en tant qu'homme. Sov conclut en disant : « Jours anciens ou temps modernes, soma ou kemma, l’amour, c’est l’amour » .

## Thèmes
Puberté en Karhaïde traite les thèmes du passage à l'âge adulte, du genre et de la sexualité.

### Identité de genre
En contraste délibéré avec La Main gauche de la nuit, l'œuvre précédente de Le Guin qui se déroulait sur la même planète fictive, l'autrice n'utilise pas systématiquement des pronoms masculins pour désigner les Géthéniens lorsqu'ils sont dans la phase androgyne de soma, et pour les individus en kemma, elle utilise des pronoms adaptés aux attributs sexuels qu'ils ont développés. De plus, la narration à la première personne évite la difficulté de raconter une histoire sur des personnes sans caractéristiques masculines ou féminines fixes, dans une langue qui n'utilise que des pronoms genrés,.
Elle avait déjà adopté un procédé comparable pour la réédition de « Le Roi de Nivôse », une autre nouvelle se déroulant sur Géthen, écrite pour la première fois en 1969 avec des pronoms masculins uniquement, et qu'elle avait réécrit en 1975 avec des pronoms exclusivement féminins pour sa publication dans le recueil Aux douze vents du monde,,.

### Sexualité
Puberté en Karhaïde examine la sexualité géthénienne plus en détail que dans La Main gauche de la nuit. En décrivant ce récit, Le Guin a déclaré :
Il semblait grand temps d'entrer dans une maison de kemma. Avec un guide natif, au lieu d'un pauvre Terrien coincé qui essaie de comprendre ce qui se passe et que cela perturbe... La Main gauche donne au lecteur très peu d’occasions de faire l’expérience du double genre [...] Je voulais l’explorer comme une expérience naturelle et universelle, plutôt que comme une condition extraterrestre étrange. En 1968, la plupart des lecteurs et moi-même avions besoin du point de vue de Genly Ai pour atténuer l’étrangeté. Je ne pense pas que nous en ayons besoin maintenant.
Elle a qualifié ce récit de « note de bas de page sexuelle » de La Main gauche de la nuit.
Sandra Lindow a déclaré que la maison de kemma était une « solution culturelle efficace au problème de la sexualité », car la promiscuité sexuelle socialement acceptable (à la fois homosexuelle et hétérosexuelle) s'y organise en évitant les abus de pouvoir, ce qui la rend saine, et la physiologie des Géthéniens les oblige à rechercher le consentement pour toute activité sexuelle. L'histoire remet également en question les mœurs sexuelles conventionnelles : un parent en kemma avec des attributs masculins enlace, nu, la narratrice Sov et la déshabille afin qu'elle puisse entrer en kemma pour la première fois en tant que femme, selon la tradition au sein de leur foyer familial ; cependant, ce parent ne profite pas de sa position et ne permet aucune autre activité sexuelle. Lindow affirme que cette expérimentation était possible dans une histoire écrite en 1995 d'une manière qui n'était pas possible lorsque La main gauche de la nuit a été écrit : « En 1968 et 1969, l'imagination de Le Guin n'incluait pas encore l'homosexualité géthénienne, le gynocentrisme ou la multiplicité des connexions possibles à l'intérieur d'une maison de kemma ; cependant, en 1995 [...] beaucoup de choses avaient changé dans l'acceptation culturelle de la sexualité ».

### Passage à l'âge adulte
L'histoire examine plus en profondeur le thème habituel du passage à l'âge adulte, en détaillant cette transition sur une planète où les individus n'ont pas d'identité de genre fixe. Le narrateur Sov traverse une période d'inquiétude et d'anxiété intense lorsqu'il apprend qu'il va entrer en kemma pour la première fois. Cependant, après avoir fait l'expérience de la maison de kemma, il dit que « l'amour est l'amour », peu importe qu'une personne soit en kemma ou non ; ainsi, le récit se termine sur la distinction entre le sentiment amoureux d’une personne et son identité sexuelle et de genre.

## Publication et traduction
La nouvelle Coming of Age in Karhide a été publiée pour la première fois par Legend Books en 1995, dans la collection New Legends, éditée par Martin Greenberg et Greg Bear  (ISBN 9780099318811).
Elle est ensuite publiée dans le recueil de Le Guin The Birthday of the World édité par HarperCollins en 2002  (ISBN 0-06-621253-7), avec la nouvelle originale Paradis perdus et six autres histoires de la période 1994-2002. À une exception près, toutes les nouvelles du recueil examinent les relations sexuelles et le mariage non orthodoxes.
Elle est traduite en français par Patrick Dusoulier sous le titre Puberté en Karhaïde, dans le recueil  L'Anniversaire du monde, édité d'abord par Robert Laffont en 2006 dans la collection Ailleurs et Demain  (ISBN 2-221-10537-0) puis par Le Livre de poche en 2010, dans la collection Science-fiction  (ISBN 978-2-253-02348-7).

## Réception critique
Alexis Lothian a qualifié cette nouvelle d'« histoire discrètement féministe » qui démontre le changement d'opinion politique de Le Guin depuis l'écriture de La main gauche de la nuit vers un féminisme plus explicite.
Le critique Colin Harvey a estimé que Puberté en Karhaïde manquait de « l'impact vertigineux » de La Main gauche de la nuit, avec lequel il partageait un décor, et a qualifié cette nouvelle de « décevante », estimant qu'il s'agissait de « l'une des deux histoires les plus faibles du livre ».